# Windows Media
Windows Media är en uppsättning multimediatekniker utvecklade av Microsoft. Dessa inkluderar program som Windows Media Player och Windows Media Encoder samt filformat som Windows Media Audio (WMA) och Windows Media Video (WMV). Andra tekniker som marknadsförs under varumärket är bland annat Windows Media Center.

## Kompatibla system
Senare har det kommit andra program som klarar att spela och sända Windows Media. En sådan är VLC media player. Programtillägget Flip4Mac WMV möjliggör (i brist på uppdaterade versioner av Windows Media Player för Mac OS X) uppspelning av Windows Media-data via QuickTime Player på Mac OS X.